# John P. Thompson

Kreuzschlitzschraube von Thompson

Schraubendreher

John P. Thompson (* 1857 in Wagner, Iowa; † 4. September 1940 in Portland, Oregon) war der Erfinder des Kreuzschlitz-Schraubenkopfs.
Thomsen zog 1920 oder 1921 von Bismarck, North Dakota, nach Portland. Er hatte in seinem Leben offenbar verschiedene Tätigkeiten. Laut eines Artikels in der The Sunday Oregonian aus dem Jahre 1939 war er als Automechaniker tätig, als er Anfang der 1930er Jahre die Kreuzschlitzschraube erfand. Er ließ 1932 die Schraube (U.S. Patent 1908080) und den Schraubendreher (U.S. Patent 1908081) patentieren, obgleich der Engländer John Frearson schon 60 Jahre zuvor eine ähnliche Schraube erfunden hatte. Der Geschäftsmann Henry F. Phillips, Direktor der Bergwerksgesellschaft Oregon Copper Company, kaufte Thompson 1933 die Patente ab, obgleich noch Zweifel an der Herstellbarkeit solcher Schrauben bestand, und entwickelt die Phillipsschraube. Er gründete die Phillips Screw Company. Eine der ersten Kunden wurde General Motors, das Phillipsschrauben für den Bau von Cadillac-Fahrzeugen ab 1937 einsetzte.